# 涵江江氏民居
涵江江氏民居，位于中国福建省莆田市涵江区秋芦镇梅洋村，清嘉庆年间（1796—1820年）始建，咸丰、光绪年间维修。坐东南朝西北，中轴线上依次为矮墙、外埕、大门、前厅、正厅、后院、后尾堂（述志堂）；两侧有小巷、护厝、重护厝、“楼下里”、“沉沙井”等。占地面积约4400平方米，共有房间146间，天井18个，俗称“百廿间大厝”。2009年11月16日公布为第七批福建省文物保护单位。